# Казіонов Денис Олександрович
Денис Олександрович Казіонов (рос. Денис Александрович Казионов; 8 лютого 1987, м. Перм, СРСР) — російський хокеїст, лівий нападник. Виступає за «Нафтохімік» (Нижньокамськ) у Континентальній хокейній лізі. 
Вихованець хокейної школи ЦСКА (Москва), тренер — В. Каменєв. Виступав за ЦСКА-2 (Москва), ХК МВД (Твер), «Металург» (Новокузнецьк), «Авангард» (Омськ), «Амур» (Хабаровськ), БК «Млада» (Болеслав), «Автомобіліст» (Єкатеринбург), «Трактор» (Челябінськ), «Іжсталь» (Іжевськ), «Супутник» (Нижній Тагіл), «Сєвєрсталь» (Череповець), «Торпедо» (Нижній Новгород), «Сочі», «Металург» (Магнітогорськ), «Динамо» (Мінськ), «Шахтар» (Солігорськ). 
Закінчив Тольяттінський державний університет.
Брат: Дмитро Казіонов.